# Jagdschloss Stern

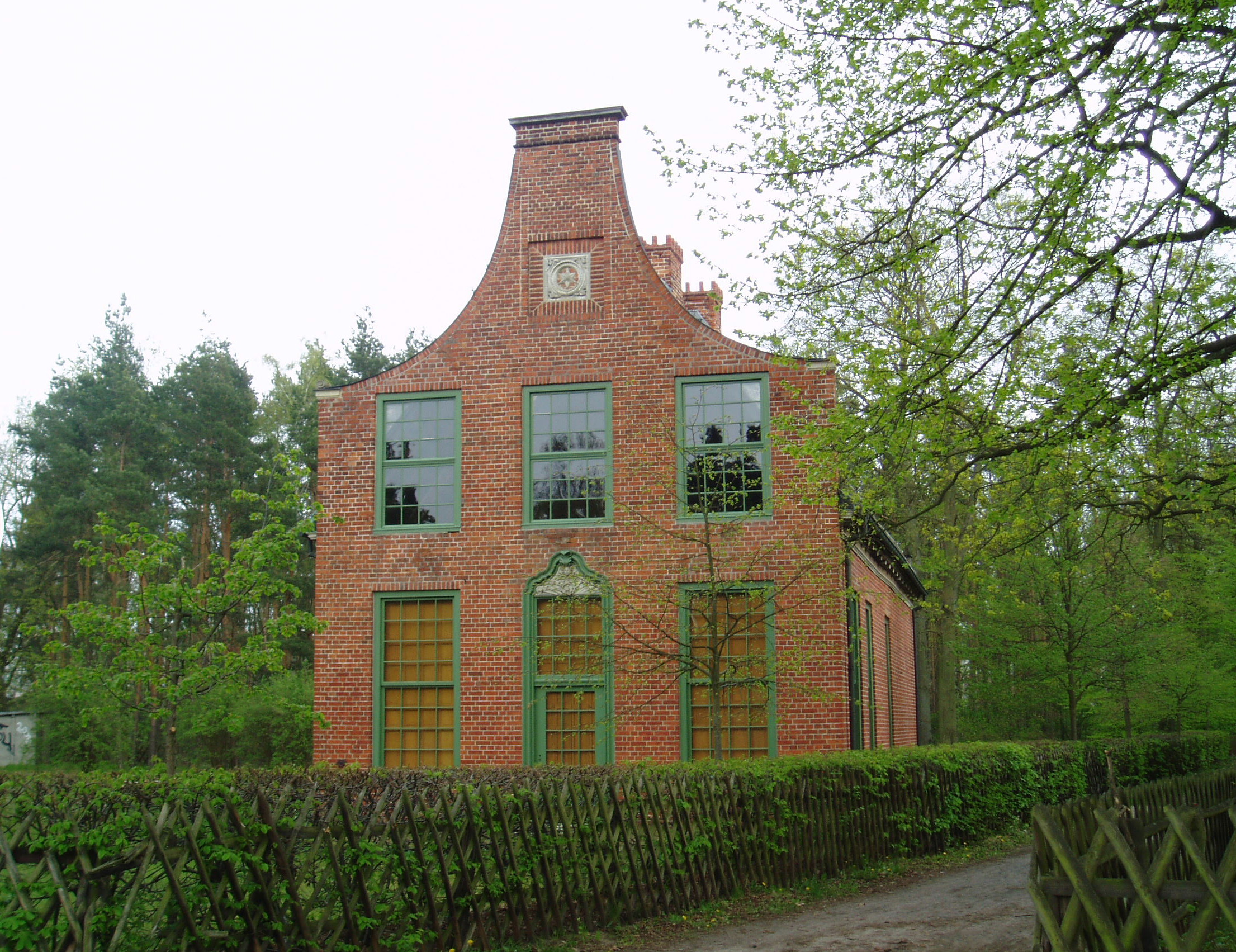
Jagdschloss Stern

Das Jagdschloss Stern in Potsdam wurde von 1730 bis 1732 unter dem Soldatenkönig Friedrich Wilhelm I. im Stil eines schlichten holländischen Bürgerhauses errichtet. Den Auftrag zur Bauausführung bekam vermutlich der aus Holland stammende Grenadier und Zimmermeister Cornelius van den Bosch, die Bauaufsicht führte der Hauptmann beim Ingenieurcorps und Hofbaumeister Pierre de Gayette.
Das nur für Jagdaufenthalte konzipierte Gebäude stand bei seiner Erbauung im Mittelpunkt eines weitläufigen Geländes, das seit 1726 mit der Anlage eines sternförmigen Schneisensystems für Parforcejagden erschlossen wurde. Das für diese Hetzjagd umgestaltete Gebiet erhielt den Namen Parforceheide. Heute steht es zwischen der Autobahn 115 im Osten und einem von 1970 bis 1980 in die Parforceheide hineingebauten Neubauviertel im Westen, am Rand des Potsdamer Ortsteils Stern. Durch die Zerstörung des Stadtschlosses ist das Jagdschloss Stern heute das älteste erhaltene Schlossgebäude in Potsdam. Es wird mit ehrenamtlicher Unterstützung des Fördervereins Jagdschloss Stern-Parforceheide e. V. von der Stiftung Preußische Schlösser und Gärten Berlin-Brandenburg verwaltet und instand gehalten.

## Geschichte

### Entstehung von Jagdschlössern in der Mark Brandenburg

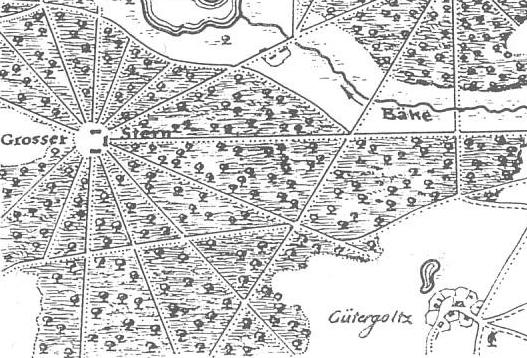
Parforceheide, historische Karte von 1780

In der Mark Brandenburg begann Kurfürst Joachim II. Hector im 16. Jahrhundert mit der Errichtung der ersten Jagdschlösser in Grimnitz, Bötzow (heute Oranienburg), Grunewald und Köpenick rund um seine Residenzen Berlin und Cölln. In der Zeit des Großen Kurfürsten Friedrich Wilhelm entstanden in dem wald- und wildreichen Gebiet um Berlin und Potsdam mit Groß Schönebeck und Glienicke weitere Schlösser für den Jagdaufenthalt.
Wie seine Vorgänger war auch der Soldatenkönig Friedrich Wilhelm I. ein passionierter Jäger, der schon in dem südöstlich von Berlin gelegenen Königs Wusterhausen dieser Leidenschaft nachging. Die Herrschaft und Burg Wusterhausen, die er bereits als Zehnjähriger im Jahr 1698 von seinem Vater Kurfürst Friedrich III. (ab 1701 König Friedrich I. in Preußen) geschenkt bekam, wurde nach seiner Thronbesteigung zum Jagdschloss ausgebaut.
Nach seinem Regierungsantritt im Februar 1713 bestimmte er Potsdam zu seiner Residenz. Für seine ausgiebigen Jagden ließ er in den Jahren 1725 bis 1729 eine „Bauernheide“ südöstlich vor den Toren der Stadt für die Ausrichtung von Parforcejagden erschließen – der seither so genannten Parforceheide. Für diese Hetzjagd zu Pferde, die Ende des 17. Jahrhunderts von Frankreich ausgehend an den deutschen Höfen eine beliebte Form des Jagens war, eignete sich das weitläufige, ebene Gelände mit lichtem Wald und wenig Unterholz hervorragend. Neben schnellen Hunden und Pferden war für diese Jagdart ein übersichtliches Gelände erforderlich, um das Wild über längere Strecken verfolgen zu können, bis es erschöpft zusammenbrach. Zur besseren Orientierung der weit auseinanderreitenden Jagdgesellschaft wurde das Areal durch sechzehn sternförmig angelegte Schneisen (Gestelle) in Segmente aufgegliedert. Von den jeweiligen Abschnitten des circa einhundert Quadratkilometer großen Reviers fanden die Jäger über die gradlinig verlaufenden Schneisen, die zum Zentrum des Sterns führten, an ihren Sammelpunkt zurück.

### Bau eines Gebäudeensembles und Nutzung

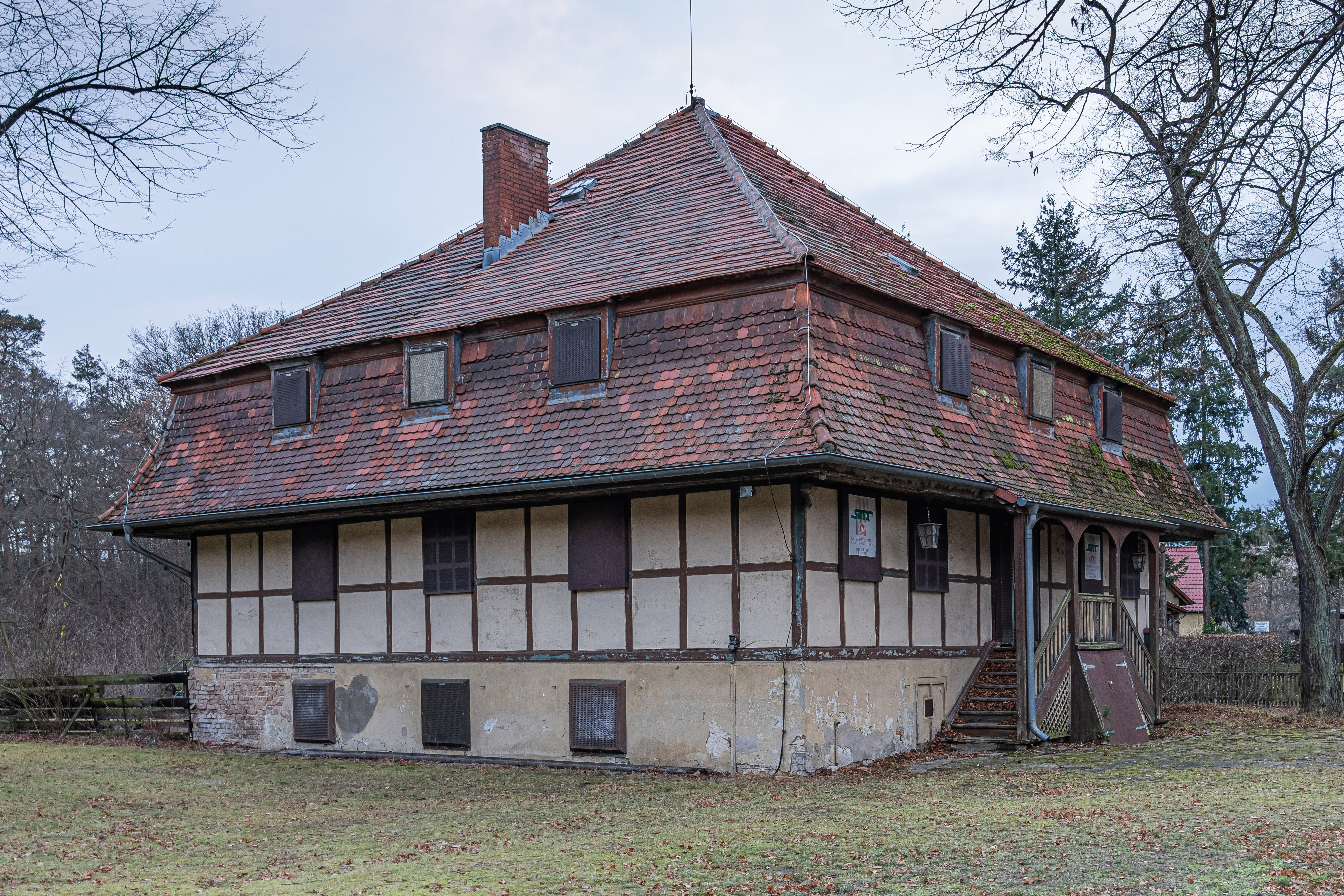
Das Kastellanhaus am Jagdschloss Stern

Etwas versetzt vom Mittelpunkt des Sterns, zwischen zwei Strahlen, ließ der Soldatenkönig von 1730 bis 1732 ein Jagdschloss im Stil eines schlichten holländischen Bürgerhauses errichten, das er nach dem Standort benannte. Vom folgenden Jahr an ließ er in Potsdam das Holländische Viertel aus einer Vielzahl gleichartiger Häuser errichten. Neben dem Ausbau seines Jagdschlosses in Königs Wusterhausen war das kleine Jagdschloss Stern der einzige Neubau, den der auf Sparsamkeit bedachte Soldatenkönig für sich errichten ließ. Wahrscheinlich zeitgleich mit dem Jagdschloss entstand das wenige Meter südwestlich gelegene Fachwerkhaus, in dem der Kastellan untergebracht war, der zudem Schankrechte erhielt. Noch bis 1992 wurde das Kastellanhaus gastronomisch genutzt. Zu den Wirtschaftsgebäuden gehörte ein 1733 vollendetes Stallgebäude im Nordosten, in dem mindestens 18 Pferde untergestellt werden konnten. Seit einem um 1930 durchgeführten Umbau dient es Wohnzwecken. Eine Scheune mit einem kleinen Stall, ein Waschhaus mit Abtritt und ein Brunnen im Zentrum des Sterns sind nicht mehr erhalten. Die baulichen Reste eines gemauerten Backofens konnten zwischen 2006 und 2009 freigelegt und 2011/2012 denkmalgerecht wieder aufgebaut werden.
Mit dem Regierungsantritt Friedrichs des Großen im Jahr 1740 fanden um Potsdam keine Parforcejagden mehr statt. In der Schrift „Antimachiavell“, in der Friedrich seine Gedanken über die Aufgaben und Ziele fürstlicher Machtausübung niederschrieb, lehnt er die Jagd als fürstlichen Zeitvertreib ab und bezeichnet das Weidwerk als eines jener sinnlichen Genüsse, die dem Leibe stark zu schaffen machen, dem Geiste aber nichts geben. Seine Nachfolger, Friedrich Wilhelm II. und Friedrich Wilhelm III., hatten ebenfalls kein Interesse. 1791 gab es am Stern lediglich einige Treibjagden und während der napoleonischen Besetzung Preußens diente das Jagdschloss französischen Soldaten als Unterkunft. Erst unter Friedrich Wilhelm IV., der 1847 mit dem Jagdhaus Hubertusstock am Rand der Schorfheide nördlich von Berlin das letzte Jagdhaus der Hohenzollern in der Mark Brandenburg errichten ließ, fanden wieder Jagdveranstaltungen statt. Bereits ab 1828 kam es zu einer Neubelebung der Parforcejagd durch Prinz Carl, einem jüngeren Bruder des Königs, die bis in die 1890er Jahre ausgeübt wurde.

### Nutzungsänderungen nach dem Ende der Monarchie
Nach dem Ersten Weltkrieg und dem Ende der Monarchie war das Gebäude zeitweise an Künstler vermietet. Wie die meisten Hohenzollernschlösser kam auch das Jagdschloss Stern 1927 in die Obhut der am 1. April desselben Jahres gegründeten preußischen „Verwaltung der Staatlichen Schlösser und Gärten“, seit 1995 „Stiftung Preußische Schlösser und Gärten Berlin-Brandenburg“. Nach dem Zweiten Weltkrieg diente es der militärischen Schutzeinheit für die britische Delegation während der Potsdamer Konferenz als Unterkunft und die gesamte Anlage von 1949 bis in die 1970er Jahre als Ferienlager für Schulkinder. Zur musealen Nutzung wurde das Jagdschloss nach umfangreichen Sanierungsarbeiten in den 1980er Jahren mit Einrichtungsgegenständen aus dem Schloss Königs Wusterhausen ausgestattet, die heute jedoch nicht mehr zum Bestand gehören. Wegen zu hoher Schadstoffbelastung durch Holzschutzmittel war das Gebäude seit 1996 über Jahre geschlossen und konnte nur mit Voranmeldung besichtigt werden. Nach den darauf erfolgten Sanierungsarbeiten ist es für die Öffentlichkeit seit 2007 wieder zugänglich.
Die Parforceheide verlor im Laufe der Zeit an Fläche. Von dem sechzehnstrahligen Schneisensystem sind heute nur noch acht Wege erhalten. Im Norden führten die Bauten der ersten preußischen Eisenbahnlinie Berlin-Potsdam und des Teltowkanals zu großen Gebietsverlusten. Im Westen der Bau der Wetzlarer Bahn und der AVUS mit ihrem späteren Ausbau zur Autobahn 115, die nahe am Jagdschloss vorbeiführt und im Süden durch die Nuthe-Schnellstraße. Ferner erfolgte die Errichtung der Potsdamer Wohngebiete Stern, Drewitz und Kirchsteigfeld auf ehemaligem Waldgebiet.

## Jagdschloss Stern

### Abneigung gegen den Prunk des Barocks
Die Zeit des 17. und 18. Jahrhunderts gilt kulturgeschichtlich als prunkvollste Epoche in der Jagdgeschichte an den europäischen Höfen. Sie war in der höfischen Gesellschaft Vergnügen und Zeitvertreib, aber auch Statussymbol und Selbstdarstellung. Zudem diente sie der Pflege dynastischer und diplomatischer Beziehungen und wurde mit der Ausbreitung des Absolutismus zur Prestigefrage der prunkliebenden Landesherrn. Selbst für den niederen Adel war das Recht zur Ausübung der Jagd – in einer nach Ständen gegliederten Gesellschaft – eine sichtbare Aufwertung, mit der er sich von den wohlhabenden, nichtadligen Schichten deutlicher abheben konnte. Neben der Jagdveranstaltung fanden oft glanzvolle Feste statt, sodass eigens für die Unterbringung der Gäste, beginnend schon im 16. Jahrhundert, Jagdschlösser gebaut oder vorhandene, günstig gelegene Gebäude nur für diese Zwecke ausgestattet wurden.
Friedrich Wilhelm I. empfand eine starke Abneigung gegen den luxuriösen Lebensstil der Fürstenhäuser. Ebenso lehnte er in der Architektur die überschwänglichen Schmuckformen des Barocks ab und bevorzugte die Klarheit, Übersichtlichkeit und Sauberkeit der Fassaden. Unter seiner Herrschaft dominierte in Brandenburg-Preußen vor allem der auf das Praktische ausgerichtete Baustil. So spiegelt das Jagdschloss Stern in seiner Einfachheit die sparsame und spartanische Lebensweise des Soldatenkönigs wider. Besonders im Vergleich mit der zur gleichen Zeit zu einem barocken Jagdschloss ausgebauten Moritzburg bei Dresden, von 1723 bis 1733, des Kurfürsten von Sachsen und Königs von Polen Friedrich August I./II., wird klar, dass der preußische Monarch die Architektur nicht zur Repräsentation einsetzte, wie es an den europäischen Höfen allgemein üblich war.

### Warum ein Jagdhaus im holländischen Stil?
In der Mark bestand bereits seit dem beginnenden Landesausbau durch Albrecht den Bären im 12. Jahrhundert eine starke Bindung nach Holland, die im 17. und 18. Jahrhundert zu neuer Blüte kam. Die Vermählung des Großen Kurfürsten Friedrich Wilhelm mit Luise Henriette von Oranien-Nassau im Jahre 1646 förderte die Ansiedlung holländischer oder in Holland geschulter Fachleute für Landwirtschaft, Landschaftsgestaltung, Kanal- und Deichbau. In den Wanderungen durch die Mark Brandenburg vermerkt Theodor Fontane: „Kolonisten wurden ins Land gezogen, Häuser gebaut, Vorwerke angelegt und alle zur Landwirtschaft gehörigen Einzelheiten alsbald mit Emsigkeit betrieben“ und die Holländer seien „[…] die eigentlichen landwirtschaftlichen Lehrmeister für die Mark, speziell für das Havelland“ gewesen. Mit Nachdruck verfolgte auch Friedrich Wilhelm I. den schon unter seinem Großvater, dem Großen Kurfürsten betriebenen wirtschaftlichen Aufbau des Landes mit der Ansiedlung ausländischer Handwerker und dem gleichzeitigen Aufbau einer starken Armee. Beides resultierte aus den Folgen und Erfahrungen des Dreißigjährigen Krieges, unter dem die Mark Brandenburg besonders stark gelitten hatte.
Nach einem ersten Ausbau der Residenz Potsdam zu einer Garnisonstadt unter dem Soldatenkönig, der so genannten „ersten barocken Stadterweiterung“ von 1722 bis 1725, erfolgte durch die Zunahme von Zivil- und Militärpersonen 1732 bis 1742 die „zweite barocke Stadterweiterung“. In diese Zeit, zwischen 1734 und 1742, fiel auch der Bau eines Holländischen Viertels. Diese Häuser wurden für Handwerker errichtet, die der Soldatenkönig 1732 auf seiner letzten Reise nach Holland für den Ausbau Potsdams angeworben hatte. Durch die verwandtschaftlichen Beziehungen zum niederländischen Fürstenhaus und seinen Studienreisen in den Jahren 1700, 1704 und 1732 lernte Friedrich Wilhelm I. die ingenieurtechnischen Leistungen der Holländer kennen, die es verstanden, sumpfiges Gelände trockenzulegen. Die gleichen, für eine Bebauung schwierigen Bodenverhältnisse bestanden auch in Potsdam. Ebenso beeindruckte ihn die kostengünstige, schnelle Bauweise holländischer Ziegelhäuser.

## Architektur

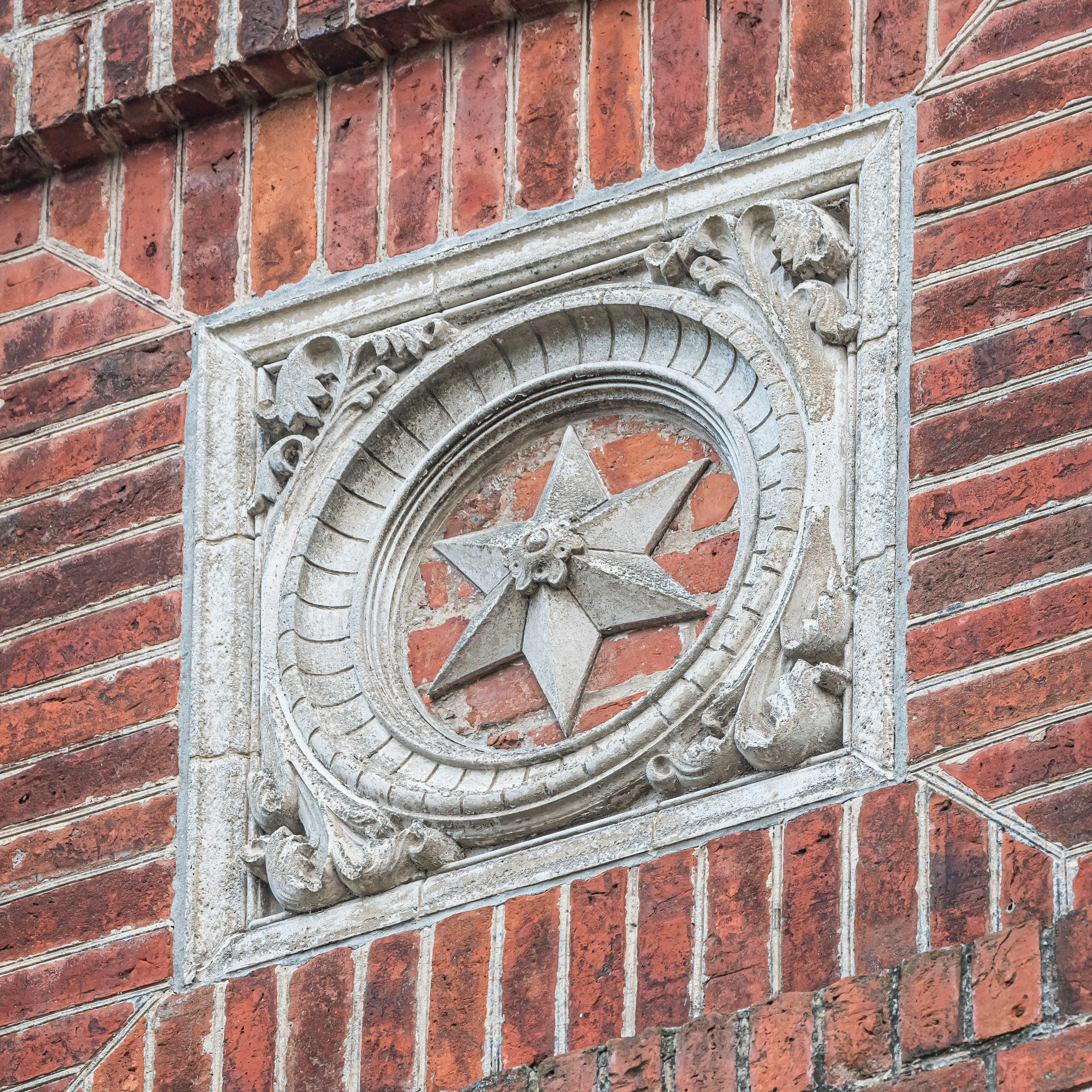
Sternornament am Glockengiebel

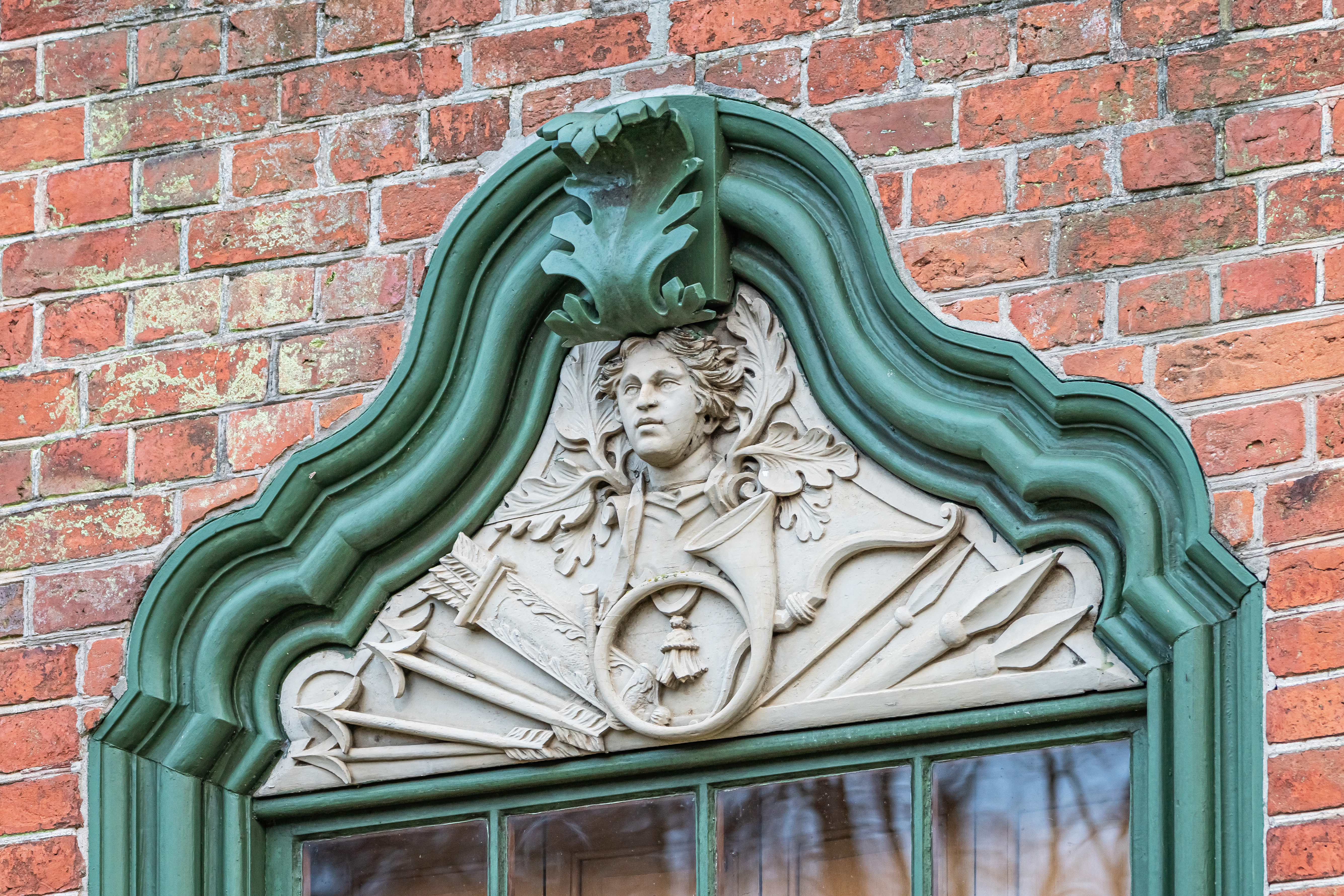
Steinornament über der Fenstertür

### Überblick
Vorbildfunktion für die Potsdamer Holländerhäuser hatten wahrscheinlich die Ziegelhäuser des Amsterdamer Weberviertels Noortse Bosch aus dem 17. Jahrhundert und die schlichten Zaandamer Glockengiebel, oder auch die einfacheren Bürgerhäuser in Leiden und Haarlem. Da das Jagdschloss Stern in gleicher Architektur kurz vor Baubeginn der ersten Häuser des Holländischen Viertels fertiggestellt wurde, liegt die Vermutung nahe, dass es dem stets ökonomisch denkenden Soldatenkönig als Musterhaus diente, um Bauzeit und Kosten für das größere Projekt besser einschätzen zu können. Der Name des Architekten ist nicht gesichert; möglicherweise wurde nach einem direkt aus Holland bezogenen Plan gebaut. Den Auftrag zur Bauausführung bekam wahrscheinlich der aus Schipluiden bei Delft, andere Quellen nennen Schipley bei Grafenhaag (Den Haag), stammende Grenadier und Zimmermeister Cornelius van den Bosch (1679–1741), der um 1720 nach Potsdam kam. Eine erste Erwähnung des Holländers findet sich mit der Datierung 1726 in einer Rangierrolle (Namensliste) als „Langer Kerl“ im Königlichen Regiment zu Fuß. Wie die Soldaten jener Zeit ging auch er nach dem täglichen Militärdienst einem zivilen Beruf nach und wird in den Bauakten zum Jagdschloss im Zusammenhang mit der Bestellung von Bauholz erwähnt. Die Bauaufsicht führte der französischstämmige Hauptmann beim Ingenieurcorps und Hofbaumeister Pierre de Gayette, wie seine Unterschrift unter Ziegelsteinlieferungen „zu dem Neuen hause im Königl. par Force garten“ im August/September 1730 belegt.

### Äußere Gestaltung
Das im Stil schlichten holländischen Bürgerhäusern nachempfundene Jagdschloss Stern ist ein dreiachsiges eingeschossiges Gebäude mit Glockengiebel und Satteldach. Die auf rechteckigen Grundriss (16 m × 8,5 m) ruhenden Außenmauern sind aus rotem, unverputztem Backsteinmauerwerk. Auf Anordnung Friedrich Wilhelms I. wurden Ziegel mit einer einheitlichen Größe von circa 27 × 13 × 8 Zentimetern verwendet. Die quadratischen Viertelsteine an den Ecken der Giebel und die Mauerung in einer speziellen Zopfform an der Hoffassade weisen auf eine holländische Mauerweise hin. Die fünf hohen Schiebefenster in der dreiachsigen Vorderfront, die Eingangstür und jeweils zwei Schiebefenster in den Seitenwänden sind mit Sprossen und schlichten Zargen ausgeführt, wie sie ab 1690 in den besseren Häusern zuerst in England und dann in Holland modern geworden waren.
Die drei Fenster im oberen Bereich, deren Oberkante eine Linie zum Dachboden bildet, täuschen eine Zweigeschossigkeit vor. Die kleiner gehaltenen Schiebefenster mit Fensterladen, jeweils zwei an den Seitenwänden und fünf an der Rückseite, erhellen die Nebenräume. Eine Holztür in der Südwestwand und auf der Rückseite des Hauses sind Nebeneingänge, die in den Flur und das Adjutantenzimmer führen. Der einzige Bauschmuck ist ein Blindfenster mit Sternornament im Glockengiebel und ein Relief über der in der Mitte liegenden Fenstertür, das den Kopf der römischen Göttin Diana mit Jagdausrüstung zeigt. Die Schmuckelemente aus hellem Sandstein wurden nachträglich im 19. Jahrhundert angebracht.

### Innenraumgestaltung

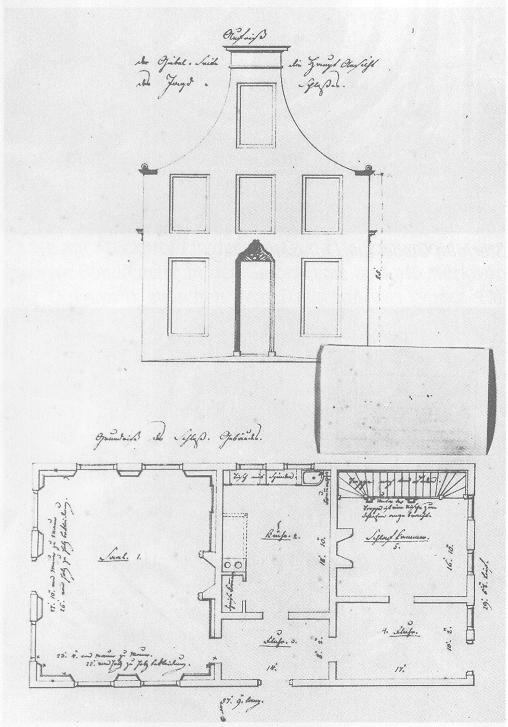
Grund- und Aufriss des Jagdschlosses Stern, 1812, Zeichnung des Bauinspektors Voss.

Wie die schlichte Außenarchitektur ist auch die Gestaltung des Innengebäudes im Sinne Friedrich Wilhelms I. bewusst puristisch gehalten, entsprechend der schlichten, bürgerlichen Wohnkultur der Holländer, die seiner Vorstellung von Übersichtlichkeit und Sauberkeit entsprach. Zum bescheidenen Raumprogramm gehören ein Saal, an den sich ein Flur und die Küche anschließen, sowie darauffolgend ein Adjutantenzimmer und ein Schlafraum.
Die gesamte Breite der Vorderfront und fast die Hälfte des Hauses nimmt der Saal ein. Er ist der größte Raum des Gebäudes und diente dem geselligen Beisammensein nach der Jagd. Die kuppelartige, in Felderungen gegliederte Decke ragt bis in den Dachbodenbereich hinein. Die Wände sind mit einer gelblichbraunen Holztäfelung verkleidet und der Fußboden mit Dielenbrettern belegt. Über einem offenen Kamin aus dunkelrotem Marmor an der Ostwand, gegenüber der Eingangstür, konnte der Saal beheizt werden. Zu dem wenigen Raumschmuck gehört ein mit goldener Ornamentik umrahmter Spiegel und fünf in die Wandfläche eingelassene Gemälde, die Friedrich Wilhelm I. in verschiedenen Jagdszenen zeigen. Die Bildwerke stammen vermutlich von dem Maler Georg Lisiewski. Auf die Nutzung des Gebäudes hinweisend, hängen an den Fensterpfeilern Jagdtrophäen. Die fünf aus Holz geschnitzten, vergoldeten Hirschköpfe mit echtem Geweih sind Abwurfstangen des Lieblingshirsches Friedrich Wilhelms I., genannt der große Hans, aus den Jahren 1732 bis 1736. Von der ursprünglichen, nicht mehr erhaltenen Möblierung ist nur wenig bekannt. In einer Inventarliste aus dem Jahr 1826 sind einige Stücke aufgeführt, die zur ersten Ausstattung des Saales gehört haben könnten: „Ein langer, mit Oelfarbe gestrichener Tafeltisch von Kiefernholz; vier kleine grün gestrichene viereckige Tische; drei dergleichen dreieckige Ecktische; eine alte, ganz unbrauchbare Sitzbank.“
Neben dem Kamin führt eine Tür in den Flur, der den Saal mit den Räumen in der hinteren Haushälfte verbindet. Die Wände sind weiß getüncht und der Fußboden wie in der Küche und dem Adjutantenzimmer mit rötlichbraunen, marmorähnlichen Kalksteinplatten ausgelegt, die im 18. Jahrhundert auch unter der Bezeichnung Schneidesteine oder Gothlandsteine bekannt waren und häufig als Schiffsballast verwendet wurden. Die manganfarbenen Fliesen der Scheuerleiste sind in den Räumen mit Korn- und Schachbrettblumen sowie stilisiertem Blattwerk ornamental verziert und stammen aus der Rotterdamer Manufaktur der ehemaligen Gilde der Fliesenbrenner. Neben den Zugängen zur Küche und dem Adjutantenzimmer führt eine weitere Tür in der Südwestwand aus dem Gebäude hinaus.
Die Küche auf der Nordostseite diente vor allem zum Wärmen und Anrichten der Speisen, die wohl im Kastellanhaus zubereitet wurden. Die Wände sind vom Boden bis zur Decke weiß gefliest, ebenso der Rauchfang über dem mit Ziegeln gemauerten Herd. Zur originalen Ausstattung gehören ein niedriger Einbauschrank mit Marmorplatte unter den Fenstern, auf dem die Speisen angerichtet werden konnten und ein daneben stehender Marmorspülstein mit Abfluss. Die Wasserpumpe mit Messingblase ist nicht mehr erhalten. In der Inventarliste von 1826 sind für die Küche weitere Stücke vermerkt: „Ein blau angestrichener Schab [Geschirrschrank]; […] sechs Schüsseln, drei Leuchter, zwei Salzfässchen von Fayence, noch aus kurfürstlicher Zeit herstammend, sämtlich beschädigt; eine Kanne; zwei Krüge von chinesischem Porzellan mit silbernen und vergoldeten Deckeln; ein beschädigter gläserner Pokal mit Vergoldung“.
Im Zimmer auf der Südostseite des Hauses war der Adjutant untergebracht. Zudem war es der Vorraum und die einzige Möglichkeit, in das angrenzende Schlafzimmer des Königs zu gelangen. Durch eine Tür konnte das Gebäude auch von hier betreten oder verlassen werden. Im weiß getünchten Schlafzimmer dominiert eine grün gestrichene Einbauwand mit weiß umrahmter Felderung. In der Mitte ist ein Alkoven eingelassen. Hinter den verdeckten Türen beiderseits der Bettnische führt eine Treppe auf der rechten Seite zum Dachboden und auf der Linken in den Keller. Der Raum konnte durch einen schlichten, mit roten Ziegeln gemauerten Kamin beheizt werden. Wie im Saal ist der Fußboden mit Dielenbrettern ausgelegt.